# Vukadin Vukadinović
Vukadin Vukadinović (* 14. prosince 1990 Bělehrad) je srbský profesionální fotbalista, který hraje na pozici křídelníka či útočníka za český klub SK Artis Brno.
Mimo Srbsko působil na klubové úrovni v Česku a Turecku. Jeho mladší bratr Miljan je také fotbalista.

## Klubová kariéra
Svoji fotbalovou kariéru začal v Hajduku Bělehrad, kde se postupně přes mládežnické kategorie propracoval do prvního mužstva.

### FK MAS Sezimovo Ústí
V roce 2009 zamířil na své první zahraniční angažmá do druholigového českého klubu FK Spartak MAS Sezimovo Ústí. Během svého angažmá odehrál za klub dohromady 32 utkání, ve kterých vstřelil 4 branky.

### FK Baumit Jablonec
V lednu 2012 po rozvázání smlouvy v Sezimově Ústí přestoupil do Baumitu Jablonec. Původně měl v Sezimově Ústí působit do léta 2012, ale do Jablonce zamířil nakonec již v lednu 2012 a podepsal kontrakt do konce ročníku 2013/14. V průběhu svého angažmá později smlouvu prodloužil. V jarní části sezony 2011/12 nastoupil do 8 zápasů ČFL za Letohrad, který byl farmou Jablonce.
V říjnu 2012 utrpěl během zápasu Juniorské ligy proti Slavii Praha vážné zranění ledviny, která mu následně musela být odebrána. Přesto se dokázal k fotbalu vrátit a dokonce se propracoval do A-týmu Jablonce. V sezóně 2012/13 vyhrál s Jabloncem český fotbalový pohár. Nastoupil ve 2 zápasech. V 1. lize vstřelil svůj první gól 12. srpna 2013 proti domácímu Baníku Ostrava, Jablonec zvítězil 4:0. V lednu 2014 byl na testech v týmu tehdejšího nováčka nejvyšší soutěže 1. SC Znojmo. V mužstvu ale na zkoušce neuspěl. V létě 2015 podepsal s týmem nový kontrakt do 31. 12. 2016.

#### FK Viktoria Žižkov (hostování)
Před jarní částí ročníku 2013/14 odešel na půlroční hostování do Viktorie Žižkov. Za klub odehrál dohromady během celého svého působení celkem 13 druholigových střetnutí, v nichž vsítil 3 góly.

#### SK Slavia Praha (hostování)
V červenci 2014 odešel na testy do SK Slavia Praha, po nichž se dohodl na ročním hostování s následnou opcí. V sezóně 2014/15 odehrál za Slavii 22 ligových střetnutí a vstřelil jeden gól (ve vršovickém derby proti Bohemians 1905). Tehdejší trenér Slavie Miroslav Beránek jej charakterizoval jako rychlostně skvěle vybaveného hráče, který se však potýkal s řešením finální fáze. Měl zájem o uplatnění opce, ale sportovní ředitel Karol Kisel jeho požadavek zamítl a Vukadinović se vrátil do Jablonce.

### FC Fastav Zlín
V září 2015 zamířil na hostování s opcí do konce podzimní části ročníku 2015/16 do klubu FC Fastav Zlín. V lednu 2016 Fastav uplatnil na hráče předkupní právo a podepsal s ním kontrakt na dva a půl roku. Zde se stal na podzim 2016 natolik platným hráčem, že trenér českého národního týmu Karel Jarolím by v případě vyřízení českého občanství pro Vukadinoviće býval zvažoval jeho povolání do reprezentace. V zimní přestávce sezóny 2016/17 o něj jevila velký zájem Slavia Praha, zlínský klub však po odchodech Harise Harby a Tomáše Hájka nechtěl dále oslabovat kádr a svého důležitého hráče na přestup neuvolnil.

Se zlínským týmem vyhrál v sezóně 2016/17 český fotbalový pohár, ve finále 17. května 2017 na Andrově stadionu v Olomouci byl u vítězství Zlína 1:0 nad druholigovým SFC Opava. Zlín se díky triumfu kvalifikoval přímo do základní skupiny Evropské ligy UEFA 2017/18.

### AC Sparta Praha
Evropskou ligu UEFA dostal možnost okusit v dresu jiného klubu, v červnu 2017 byl oznámen jeho přestup do Sparty Praha (ta se kvalifikovala do 3. předkola EL). Nakonec se však pod italským trenérem Andreou Stramaccionim do základní sestavy nedostal a v září 2017 se vrátil do Zlína na hostování.

### Další kluby
V září 2017 se vrátil do klubu FC Fastav Zlín na hostování. Jarní část sezóny 2018/19 pak strávil na hostování v tureckém Bolusporu. Na začátku srpna 2019 přestoupil z AC Sparta Praha do MFK Karviná. V létě 2020 podepsal roční kontrakt v Teplicích, ale po roce odešel do týmu FK Radnički Niš. V lednu 2022 se vrátil do Fastavu Zlín.